# 维勒瑞夫-莱奥·拉格朗日站
维勒瑞夫-莱奥·拉格朗日站（法語：Villejuif – Léo Lagrange）是巴黎地鐵的一個車站。维勒瑞夫-莱奥·拉格朗日站是巴黎地鐵7號線的一個車站，開業於1985年2月28日巴黎地鐵7號線延長工程時。車站的名稱取自莱奥·拉格朗日，他是一位法國社會主義政治家。

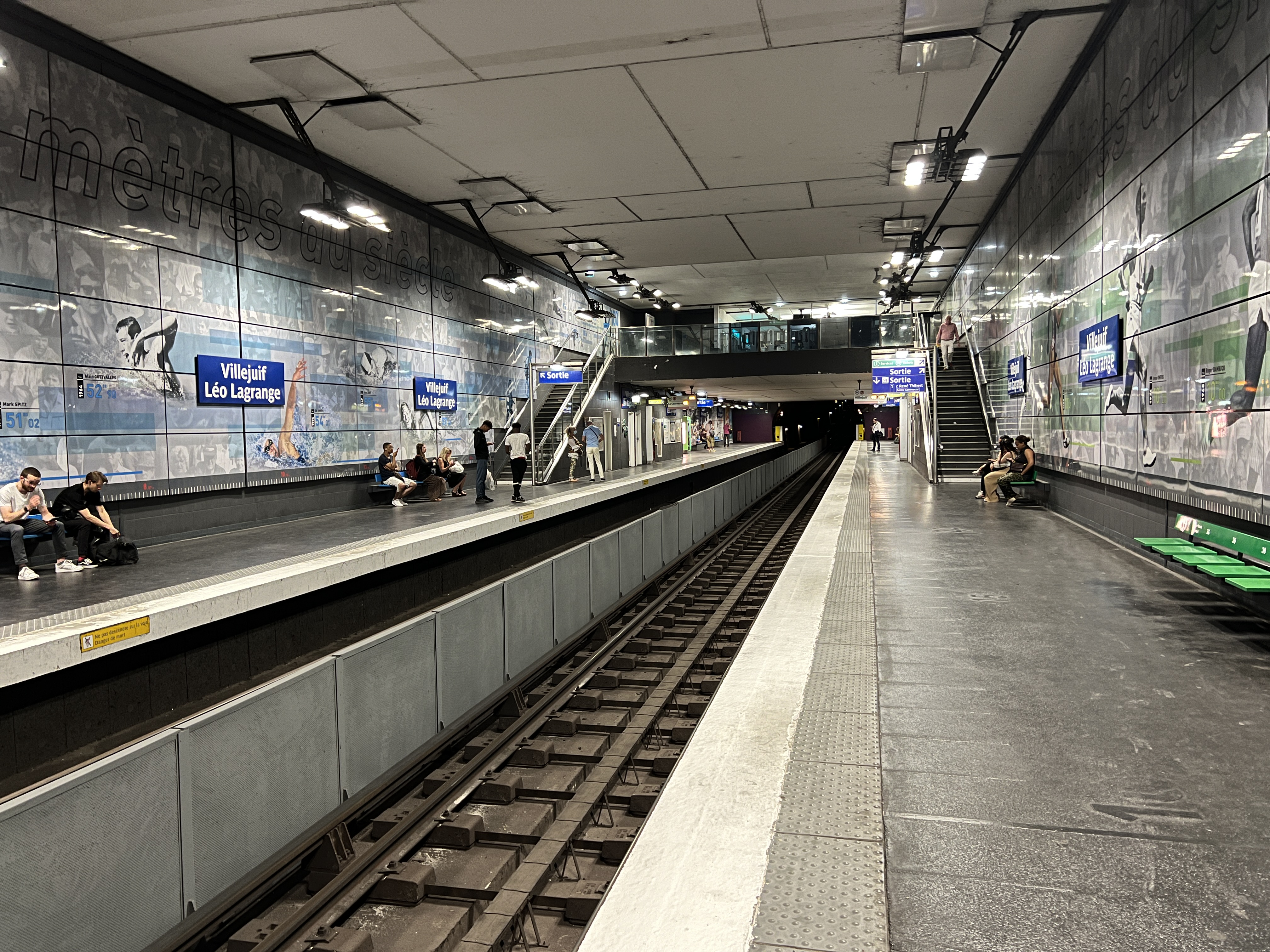
月台（2022年7月）

## 車站結構
| 街道      |                    |                                                     |
| B1        | 連接層             |                                                     |
| 7號線月台 | 側式月台，右側開門 | 側式月台，右側開門                                  |
| 7號線月台 | 南行               | 往维勒瑞夫-路易·阿拉贡（犹太城-保罗·瓦扬-库蒂里耶） |
| 7號線月台 | 北行               | 往拉库尔讷沃-1945年5月8日（勒克雷姆兰-比塞特尔）    |
| 7號線月台 | 側式月台，右側開門 |                                                     |